# بخش پرزیدنت پرون
بخش پرزیدنت پرون (به اسپانیایی: Partido de Presidente Perón) یک منطقهٔ مسکونی در آرژانتین است که در استان بوئنوس آیرس واقع شده‌است. بخش پرزیدنت پرون ۱۲۰٫۷۳ کیلومتر مربع مساحت و ۶۰٬۱۹۱ نفر جمعیت دارد.